# Suzanne Wooder
Suzanne Wooder est une chanteuse anglaise.

## Biographie
Suzanne Wooder participe au deuxième album du groupe de trip hop Archive, Take My Head, publié en 1999. Elle succède donc de fait à Roya Arab en tant que voix principale du groupe.
« Avec Rosko John et Roya Arab, nos précédents chanteurs », indique Darius Keeler sur cette nouvelle vocaliste, « les voix étaient juste une décoration, un ingrédient de plus dans nos sculptures sonores. Eux-mêmes venaient poser leur chant ou leur rap comme avec un sound system. Suzanne possède une éducation musicale beaucoup plus traditionnelle et une grande richesse harmonique, elle a accentué cette tendance pop. ».